# Erik Julius Cederhielm
Erik Julius Cederhielm, född den 21 november 1729, död den 27 oktober 1793, var en svensk friherre och militär. Han var son till Erik Germund Cederhielm och gifte sig 1761 med grevinnan Magdalena Margareta Stenbock.
Cederhielm blev volontär vid Södermanlands infanteriregemente 1737, sergeant där 1745, rustmästare vid livgardet 1746, sergeant där 1748 och fänrik 1749. Han befordrades till kapten vid garnisonsregementet i Göteborg 1751 och blev kapten vid livdragonerna 1756. Under pommerska kriget var Cederhielm överadjutant hos generallöjtnanten greve Fersen. Genom byte blev han ryttmästare vid Östgöta kavalleriregemente 1761. Han blev major där senare samma år och överstelöjtnant vid Västgöta kavalleriregemente 1770 samt genom byte överstelöjtnant vid Bohusläns dragoner 1771. Cederhielm blev överste i armén 1772, löjtnant vid livdrabantkåren 1773, överste för Östgöta kavalleriregemente 1774 och generalmajor 1782. Han blev riddare av Svärdsorden 1759 och kommendör 1782. Han erhöll avsked med pension 1783.